# Dorbozy
Dorbozy ist eine Ortschaft mit einem Schulzenamt der Gemeinde Obsza im Powiat Biłgorajski der Woiwodschaft Lublin in Polen.

## Geschichte
Bei der Ersten Teilung Polens kam das Zuflussgebiet des Tanew im Przemyśler Land 1772 zum neuen Königreich Galizien und Lodomerien des habsburgischen Kaiserreichs (ab 1804). Auf der österreichischen Karte von Friedrich von Mieg (1779–1783) gehörte der Platz des heutigen Dorfs Dorbozy zum Dorf Zam(e)ch (3 km im Südosten). Bis zum Jahr 1789 wurden in Zamch 17 deutsche Familien im Zuge der Josephinischen Kolonisation angesiedelt, die größte Zahl im Zamośćer Familienfideikommiss. Im Jahr 1800 gab es 18 deutsche Familien in Zamch. Es handelte sich wahrscheinlich um Dorbozy, das 1827 als eine jüngere deutsche Kolonie erstmals urkundlich erwähnt wurde, als es 18 Häuser mit 159 Einwohnern hatte. Der Ortsname ist unklarer Herkunft.
Der Zamoscer Kreis wurde am 14. Oktober 1809 als der einzige Kreis der Ersten Teilung Polens an das Herzogtum Warschau abgetreten. Die neue staatliche Grenze lag unmittelbar südlich und östlich von Zamch. Ab 1815 gehörte es zum russisch beherrschten Kongresspolen, zum Département Lublin, Powiat Tarnogród. Die Nachgeborenen der Kolonisten polonisierten sich, aber noch im Jahr 1872 wurde Dorbozy als eine Kolonie bezeichnet (кол. дорбозы).
1918, nach dem Ende des Ersten Weltkriegs kam Dorbozy zu Polen. Im Zweiten Weltkrieg gehörte es zum Generalgouvernement. Von 1975 bis 1998 gehörte Dorbozy zur Woiwodschaft Zamość.
1984 bis 1986 wurde eine römisch-katholische Filialkirche von Obsza in Dorbozy gebaut.